# Provincia de Kabul
Kabul es una de las 34 provincias de Afganistán. Se encuentra en el oriente del país y la capital de la provincia es Kabul, que es también la capital de Afganistán. Algunas ciudades importantes son: Baġrāmī, Mir Baččekut, Paġmān, Qarabāġ y Sarawbi
A principios del siglo XIII se la consideraba una de las ciudades más cultas y hermosas del mundo; desde entonces sufrió destrucciones por diversas guerras. La ciudad de Kabul se encuentra a unos 1800 m s. n. m., lo que la convierte en una de las capitales más altas del mundo.

## Historia
La provincia está situada a una elevación sobre 1800 m.s.n.m., desarrollando una de las ciudades capitales más altas en el mundo. A comienzos del siglo XIII, Kabul fue considerado uno de los lugares más educados y hermosos del mundo. Desde entonces ha sido demolido en duras guerras y en fuertes movimientos políticos como también en invasiones de poder extranjero. Es también una de las áreas más cosmopolitas del país y es el centro de gobierno.
La historia de Kabul se remonta más de 5000 años. Fue en otro tiempo el centro del zoroastrismo y posteriormente también acogió a cientos de budistas e hindúes. Los árabes intentaron conquistar el área en el siglo VII, pero fueron derrotados por el shahi hindú de Kabul. La zona fue conquistada por Mahmud de Ghazni en el 1002, cuando el shahi hindú Jay Pala se suicidó. Quedó entonces oscurecida por Ġaznī y Herāt hasta que Babur la hizo su capital en 1504.
Permaneció bajo el Imperio Mogol hasta su captura en 1738 por Nader Sah de Persia seguida por Ahmad Shah Durrani. Fue sucedido por Qandahār como capital de Afganistán en 1776.
Durante las Guerras Afganas en 1839, el ejército británico se hizo cargo de Kabul. En 1842, las retiradas tropas británicas fueron emboscadas y por poco aniquiladas después que los afganos han prometido un salvoconducto; en relación otra fuerza británica incendió parcialmente Kabul. Los británicos de nuevo ocuparon la ciudad en 1879, después que su personal residencial fuera masacrada aquí. 
El 23 de diciembre de 1979, las fuerzas armadas soviéticas aterrizaron en el Aeropuerto Internacional de Kabul en ayuda a reforzar al gobierno comunista.
Kabul se convirtió en el centro de comando soviético por aproximadamente 10 años durante su estadía en Afganistán. En febrero de 1989, las fuerzas soviéticas se retiraron de la ciudad después que fueron derrotados por los muyahides afganos.
En la primavera de 1992 durante el colapso del gobierno de Mohammad Najibullah, Kabul cae en manos de las fuerzas muyahidas. La destrucción de la ciudad incrementada con la coalición de partidos dentro de facciones guerrillas rivales, toda Kabul fue dañada. En 1996, los talibanes se hicieron cargo de la ciudad y comenzó una nueva y estricta ley Islámica Sharia en la que se incluye escuelas islámicas, gobierno, vestimenta, alimentación, y reclutamiento en Al Qaeda, impactando diariamente la vida del pueblo afgano. 
El 12 de noviembre del 2001, fuerzas militares estadounidenses controlaron la ciudad de Kabul, y las fuerzas talibanas huyeron desde entonces. Kabul está bajo un nuevo régimen, y lentamente ha comenzado con la reconstrucción de nuevos edificios, escuelas, y universidades.

## Geografía
Kabul está localizado entre el Latitud 34°, 31' Norte y Longitud 69°, 12'.
Kabul está situada estratégicamente en un valle rodeado por altas montañas y con una encrucijada de rutas comerciales de norte-sur y este-oeste. Hace un millón de años atrás la región de Kabul fue rodeado de este a sur entre las montañas Lawgar y Paġmān; las montañas Čārīkār en el norte y el Ningai Ghar al oeste. Esta región está formada por un mar glaciar. En los tiempos silurianos, durante el fin de la era glaciar, los icebergs se derritieron gradualmente y el territorio de esta región fue vertida por agua bajo fuertes lluvias. Algunos pozos profundos en la actual región de Poli Charkhi en la parte este de la ciudad son la evidencia durante ese tiempo. Kabul está rodeado por la montaña Koh-e Paġmān al este, la montaña Koh-e Qrough al suroeste y la montaña Koh-e Shirdarwaza al noreste.
Kabul posee el río Kabul, que se extiende en la montaña Paġmān hacia al Paso Sur sobre 70 km al oeste de Kabul. Fluye en dirección este, pasando por Kabul, y a través de la ciudad de Jalālābād, y después en Dakka donde entra en territorio pakistaní y finaliza llegando hasta el Indus a Attock.
El clima dentro de la región de Kabul es considerada por ser árido a estepa semiárido. A causa de muy bajas precipitaciones, especialmente de mayo a noviembre, Kabul puede estar muy seco y polvoriento. Los cambios extremos de temperatura ocurren de noche a día, temporada a temporada, y de lugar a lugar. La principal característica del clima en Afganistán es su cielo azul nublado con solo 300 días de luz solar anualmente.
Justo durante el invierno, los cielos aún permanecen despejados entre nevazones, en el cual son en promedio de 15 a 30 cm anualmente. La temperatura diaria en invierno es de –15 °C a –20 °C, y en verano es de +15 a +30 °C. El mes más frío del año es enero cuando el promedio de temperatura es de –12 °C, y el mes más caluroso es julio cuando el promedio es de 25 °C. La temperatura máxima registrada ha sido de 36,9 °C en julio y la mínima en –21,7 °C en febrero.

### Organización territorial

Mapa de Kabul y sus distritos.

La provincia se divide en distritos, los cuales son:
- Bagrami
- Chahar Asyab
- Dih Sabz
- Guldara
- Istalif
- Kabul
- Kalakan
- Khaki Jabbar
- Mir Bacha Kot
- Musayi
- Paghman
- Qarabagh
- Shakar Dara
- Surobi

## Política

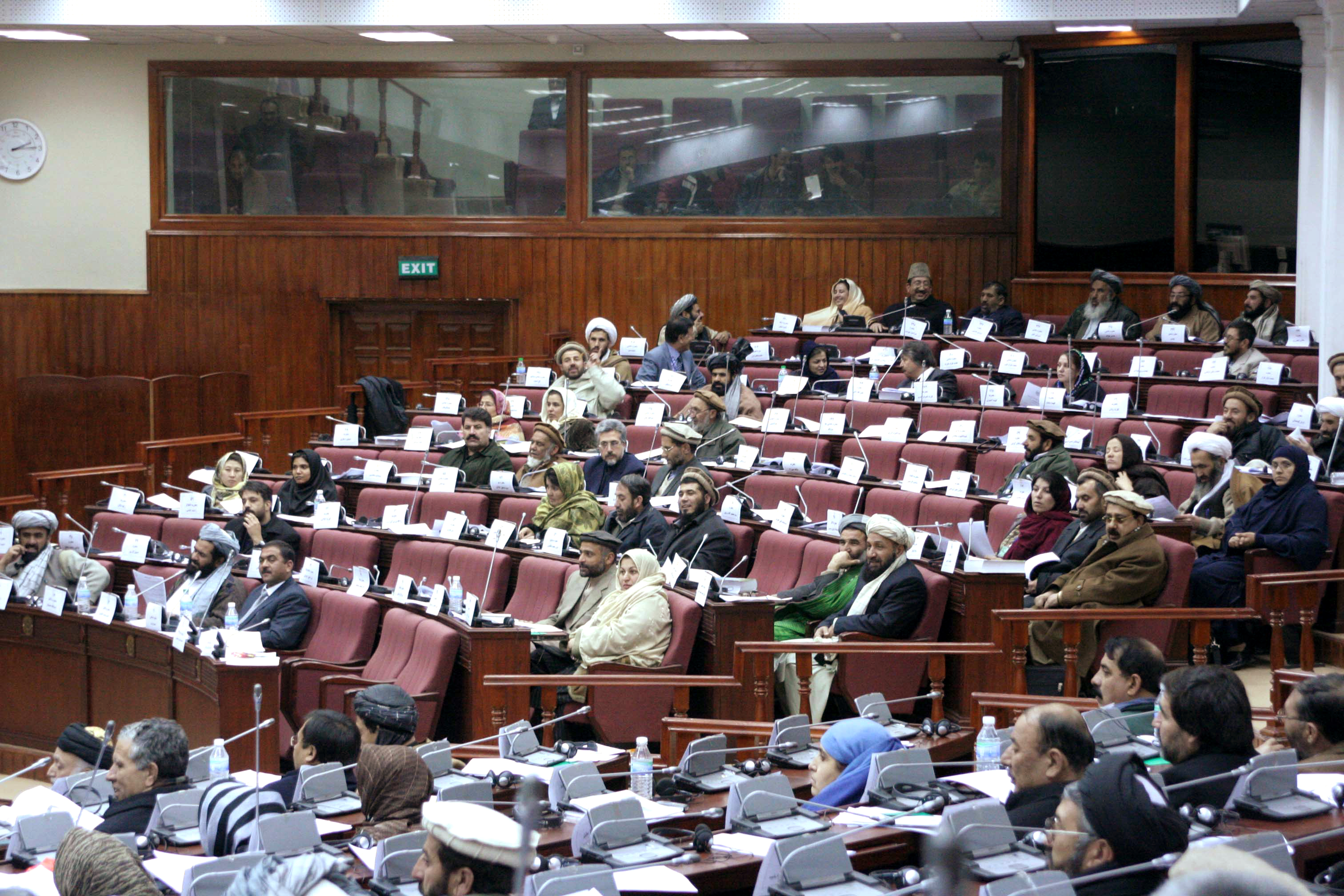
Parlamento afgano en 2006.

Kabul ha sido largamente conocido por sus políticos y diferentes militares. Estuvo bajo el control de muchos grupos políticos y militares cuando el gobierno de Mohammad Najibullah colapsó. La ciudad de Kabul está en las manos de muchos grupos políticos quienes lucharon por el poder hasta que se hicieron cargo por los talibanes en 1996 y sus políticos son cambiados. Los políticos de Kabul se convirtieron más alineados con el régimen islámico y las nuevas leyes fueron introducidas por los talibanes. Hubo solo un líder para Afganistán Mohammed Omar, líder de los talibanes quien participó en un partido político en Kabul hasta la invasión estadounidense el 7 de octubre de 2001. Las nuevas leyes de la humanidad vienen en efecto a suavizar la recuperación de Kabul de la destrucción causada por los talibanes. La Loya yirga tomó lugar a solucionar los problemas políticos actuales y la situación en Kabul y la introducción de nuevas leyes. Los ciudadanos de Kabul han sido dados el derecho a voto.
Después de ser fijado a la hora dos veces, las elecciones presidenciales de Afganistán fueron convocadas el 9 de octubre de 2004. Sobre 8 millones de afganos votaron en las elecciones. La Junta del Cuerpo Electoral y Administrativa de Afganistán ha certificado las elecciones el 3 de noviembre, y declaró a Hamid Karzai, presidente interino, el ganador con el 55,4% de los votos. El adversario fuerte de Karzai, Yunis Qanooni, recibió el 16,3% de los votos. Las elecciones aún fueron controvertidas: alegatos de fraude y candidaturas rellenas fueron planteadas por muchos de los candidatos presidenciales incluyendo a Yunis Qanooni. Muchos sienten que Hamid Karzai tuvo una ventaja injusta sobre los otros candidatos que tienen acceso a recursos financieros y logísticos como mucho de los otros candidatos que no tienen. Un panel de expertos internacional montó una investigación en la materia. El panel encontró evidencia de votos irregulares, de cualquier modo, ellos dicen que no afecta mucho los resultados de las elecciones. Algunas personas alegan que ellos fueron forzados a votar por el actual presidente y algunos alegan que a ellos les pagaron por hacerlo.
Con ayuda de los Estados Unidos y las Naciones Unidas, Afganistán adoptó su nueva constitución, estableciendo el país como una República Islámica, a comienzos de enero del 2004. Según la constitución, el gobierno afgano consiste de un poderoso y popular electo Presidente, dos Vicepresidentes, y una Asamblea Nacional consistente de dos cámaras: la Cámara del Pueblo (Wolesi Jirga), y la Cámara de Ancianos (Meshrano Jirga). Aquí está también el poder Judicial independiente consistente en la Corte Suprema (Stera Mahkama), Corte Alta y Corte de Apelaciones. El presidente designa a los miembros de la Corte Suprema con la aprobación de la Wolesi Jirga. Las elecciones de la Asamblea fueron programadas más tarde en el año 2005.

## Economía

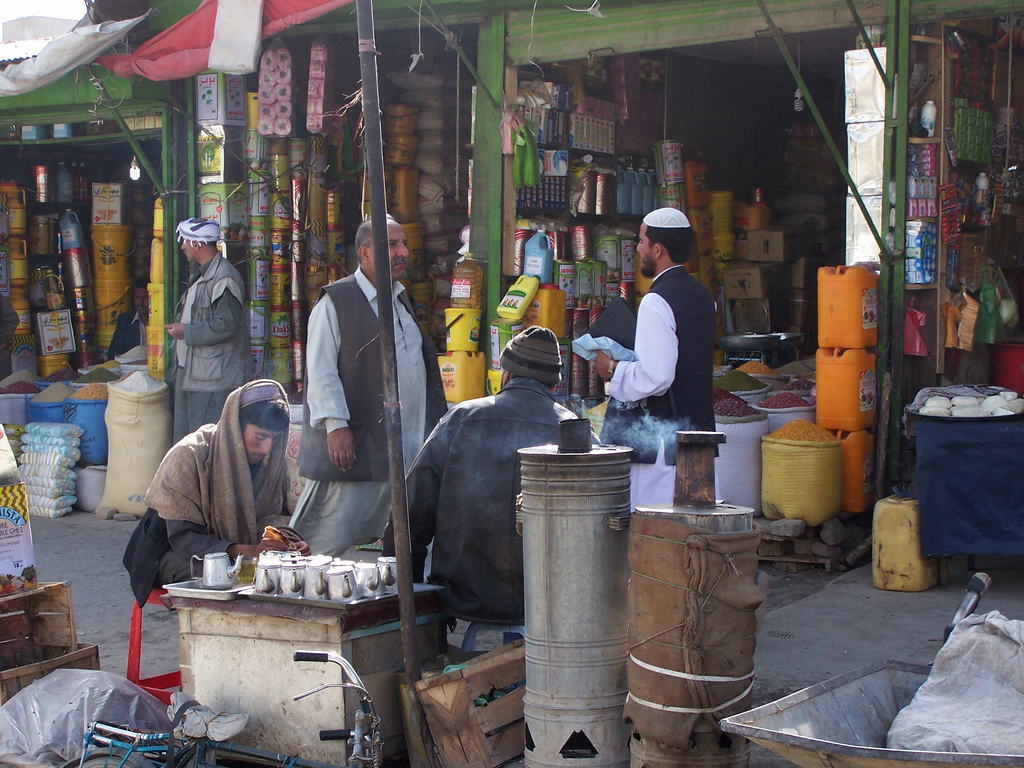
Bazar en Kabul.

La mayor economía de Kabul depende de su turismo en los años 1960 y 1970. Kabul tiene industrias textiles, producción de algodón, y producción de alfombras, pero la mayoría de su economía viene a través del turismo en el cual decayó durante su destrucción. La producción de Kabul incluye: gas natural, algodón, lana, alfombras, productos agrícolas, y algunas pequeñas compañías de producción. Kabul ha comercializado con el Reino Unido, Francia, Alemania, Estados Unidos, India, Corea del Sur, Turkmenistán, Kenia, Rusia, Pakistán, China e Irán. La economía de Kabul fue influenciado por el poder estadounidense y ha incrementado casi el 35% después de decaer durante 25 años. Una nueva moneda fue introducida a los afganos en el cual ayudó a la economía. Los nuevos negocios están en el nuevo régimen. Muchas industrias estadounidenses están interesadas en la nueva Kabul y las nuevas compañías están desde entonces abiertas sus sucursales en Kabul. El centro comercial Kabul City Center fue construido y tiene casi 100 tiendas. La economía está en un gran auge y ha incrementado dramáticamente. Algunos costos están aumentando como también en los sueldos de los empleados. El costo de vivir ha incrementado dramáticamente en el cual es un problema para los afganos no educados, quienes no pueden sostenerse a sí mismos. La ONU también ayuda a los afganos en necesidad de suministrarles comida y material escolar en los colegios. Muchas organizaciones de ayuda internacionales han contribuido en la economía de Afganistán.

## Demografía
Kabul es un mosaico de grupos étnicos aunque la mayoría de su población habla el idioma persa (usualmente del dialecto dari). También hay un número significante de hablantes de pashto. El bilingüismo es común en el área debido a los grandes movimientos de gente en otras provincias dentro de la provincia de Kabul.
Las etnias tayika y pashtun componen el mayor porcentaje de la población en la provincia, mientras existen otras minorías importantes como hazaras, uzbekos, turkmenos, baluchis, sijs e hindúes, que son principalmente encontrados en la ciudad capital.
Sobre el 85% de la población es sunita mientras que el 14% es chiita. El sijismo y el hinduismo forman el restante 1%.

### Población
La población de la provincia se compone de la siguiente manera
| Distrito      | Mujeres   | Hombres   | Totales   |
| ------------- | --------- | --------- | --------- |
| Kabul         | 1.586.700 | 1.702.300 | 3.289.000 |
| Paghman       | 57.300    | 60.800    | 118.100   |
| Chahar Asyab  | 17.100    | 18.500    | 35.600    |
| Bagrami       | 26.300    | 27.600    | 53.900    |
| DehSabz       | 25.600    | 27.000    | 52.600    |
| Shakar Dara   | 39.300    | 40.700    | 80.000    |
| Musahi        | 11.100    | 11.700    | 22.800    |
| Mir Bacha kot | 25.100    | 25.700    | 50.800    |
| Khak-e-Jabar  | 6.700     | 7.200     | 13.900    |
| Kalakan       | 14.400    | 15.100    | 29.500    |
| Guldara       | 10.900    | 11.400    | 22.300    |
| Farza         | 10.200    | 10.700    | 20.900    |
| Estalef       | 16.000    | 16.700    | 32.700    |
| Qara Bagh     | 36.500    | 37.800    | 74.300    |
| Sarubí        | 26.500    | 27.400    | 53.900    |
| Total         | 1.909.700 | 2.040.600 | 3.950.300 |

## Transporte

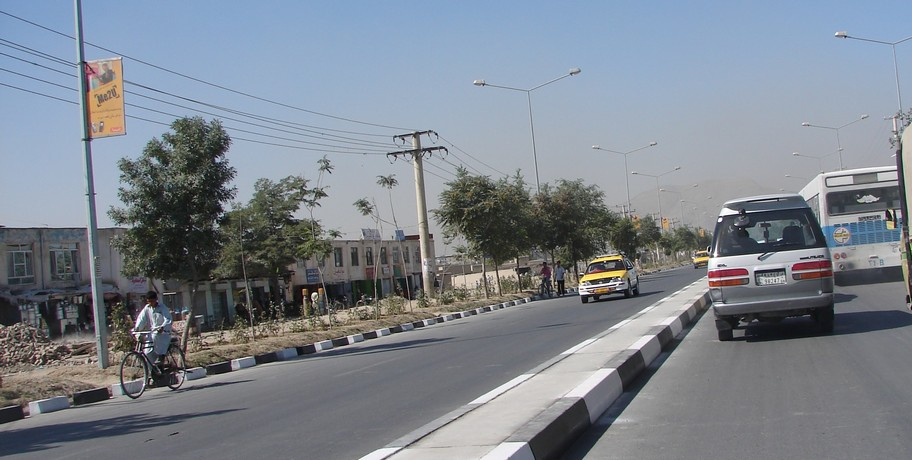
Camino al aeropuerto de Kabul.

El transporte en Kabul ha mejorado con el número de nuevos vehículos y el incremento de conductores experimentados. Hay un servicio de transporte público en las proximidades de Kabul, pero muchos de sus caminos están en mal estado. Los conductores también están impedidos por el gran número de ciclistas. Muchos vehículos están a la vista de la ciudad debido a que la gente compra los autos. Los taxis se encuentran en todas partes de la ciudad, también en la mayoría de los distritos de Kabul.
La empresa de buses Kabul Milli Bus (bus nacional), en el cual cuenta con unos 200 buses, provee a los servicios de la ciudad y a las áreas cercanas. Hay nuevas carreteras en la provincia, y el gobierno ha planificado la reconstrucción de la mayoría de los pequeños caminos. El financiamiento de los caminos viene de los actuales conductores quienes pagan los peajes a cambio de conducir en carreteras y en mejores caminos. El dinero es colectado por el gobierno a través de las quejas de los motoristas quienes inspeccionan mensualmente, trimestralmente o anualmente los certificados que están adheridos a los parabrisas de sus vehículos.
Los camiones son bien usados al transportarse de un distrito a otro, o a otras ciudades del país. El gobierno afgano, con la ayuda de compañías u organizaciones extranjeras, han comenzado con los trabajos de todos los caminos de Kabul. Las compañías de automóviles como Honda, Toyota, Ford Motor Company y Chevrolet también están siendo reintroducidas en Kabul.

## Educación

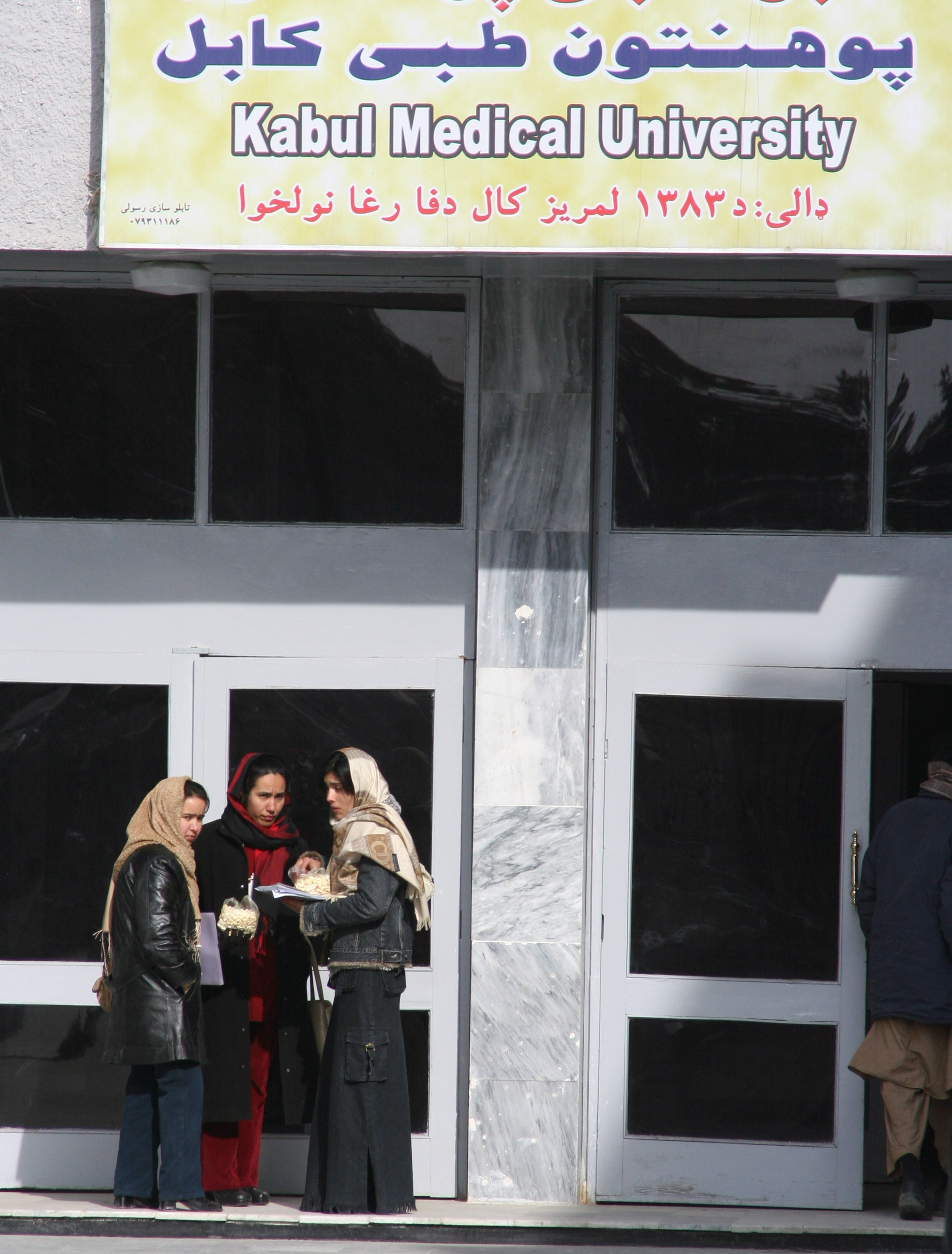
Jóvenes estudiantes de la Universidad de Medicina de Kabul, 2006.

Kabul es el centro de la educación en Afganistán. Gente de todo el mundo, incluyendo a todas las provincias del país vienen a Kabul por una buena educación. Hay muchos colegios y universidades que han abierto sus puertas a hombres y mujeres. En el año 1970, sobre el 55% de la población de Kabul fue educada sin materiales o recursos propios de aprendizaje con obtener una educación propia. La mayoría de los jóvenes son enviados a trabajar por sus padres para sustentar sus costos de vida. La educación indica que ha declinado dramáticamente durante los últimos 20 años. La mayoría de los colegios en Kabul fueron considerados como puntos de batalla durante las guerras y que han sido demolidas.
El nivel de educación en Kabul ha progresado por la ayuda de muchas organizaciones internacionales, y toda la gente ha regresado a los colegios para obtener un curso. El valor de la educación ha sido reintroducida en las comunidades, y han animado al envío de sus hijos al colegio por una buena educación y una mejor vida. La mayoría de la gente de Afganistán, quienes se refugiaron en Pakistán, Irán e India, han retornado a Kabul con sus títulos y con sus habilidades obtienen buenos trabajos. Desde entonces la mayoría han contribuido sus conocimientos a la comunidad en abrir nuevos cursos e institutos. Acordado por la UNICEF, el nivel de educación en Kabul ha mejorado y ha estado mucho mejor.

### Universidades en Kabul
- Universidad de Kabul
- Universidad Politécnica de Kabul
- Universidad Estadounidense de Kabul

## Deportes

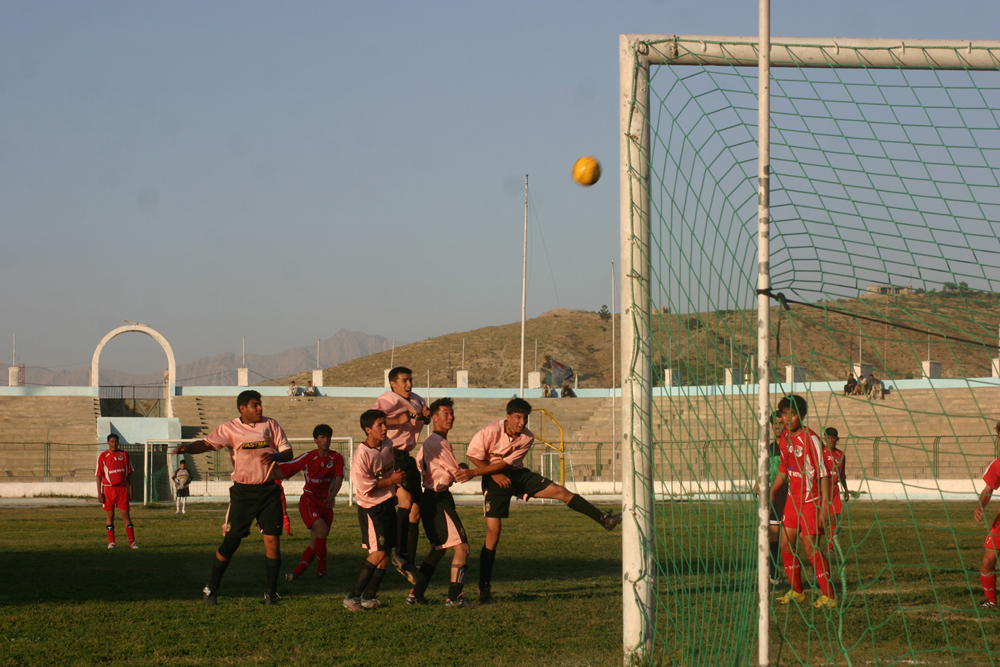
Jóvenes jugando al fútbol en el Estadio Nacional de Kabul en 2006.

Kabul es el centro de los torneos anuales de Buzkashi y Fútbol, en donde equipos de Afganistán, Pakistán, Irán, Uzbekistán y Tayikistán participan. Los deportes son una rutina diaria para los empleados en Afganistán, cuando ellos disfrutan en torneos y partidos, especialmente el fútbol. La Selección Nacional de Fútbol de Afganistán también participa en varias Ligas de Fútbol asiáticas. Muchos afganos quienes viven como refugiados en Pakistán e India regresaron a su país, y trajeron desde entonces el juego de críquet. Actualmente, Afganistán tiene una Selección Nacional de Críquet que juega internacionalmente. Ellos juegan la mayoría de sus partidos contra equipos pakistaníes e indios como también con algunas naciones árabes en el Medio Oriente.
Existen equipos de Boxeo, Taekwondo, Voleibol y Kung Fu en Kabul, en la cual participan en torneos locales y hacen viajes a otros países asiáticos. Uno de los recintos más antiguos y populares en Kabul es el Estadio Ghazi, donde se tomó lugar torneos, conciertos y celebraciones nacionales, hasta que la ciudad perdió la mayoría de los estadios conservándose esta. El Estadio Ghazi está actualmente en marcha a través de un programa de reconstrucción, según el cual, un nuevo diseño y un nuevo sistema debe estar establecido para el estadio. Existe también otro estadio nuevo que está construyéndose cerca de la ciudad de Kabul. Colegios y universidades han fomentado la participación en equipos deportivos, y existe un grupo de afganos que están siendo entrenados para los próximos Juegos Olímpicos.